# A-369
La A-369 es una carretera andaluza situada en la provincia de Málaga.
Es la vía de comunicación entre Ronda y el Campo de Gibraltar. Su trazado es paralelo al ferrocarril Bobadilla-Algeciras. Recorre la Serranía de Ronda pasando por los municipios de Atajate, Benadalid, Benalauría, Algatocín y Benarrabá, justo antes de llegar a Gaucín, donde termina bifurcándose en la A-377 hacia Manilva y la A-405 hacia San Roque.

## Historia
El nombre antiguo de esta carretera era C-341, de las carreteras comarcales de España. Cubría el trayecto de Campillos a Jimena de la Frontera pasando por Ronda. La Junta de Andalucía reordenó la nomenclatura de carreteras, incorporando a esta carretera el último tramo de la antigua C-3331 entre Jimena y San Roque.
Anteriormente, la matrícula A-369 se aplicaba a todo el trayecto entre Ronda y San Roque. Posteriormente se dividió en dos y se asignó la matrícula A-405 al segundo tramno. El nombre de la carretera era "Ronda-Algeciras", pese a que sólo llegaba hasta San Roque.

## Enlaces
- Fotografías de la carretera A-369 en flickr, por 'Miradas de Andalucía'

1. ↑  Stop camuflado en la A369 Ronda-Algeciras - Antena 3

- Datos: Q5653301
- Multimedia: A-369 / Q5653301